# Юбка

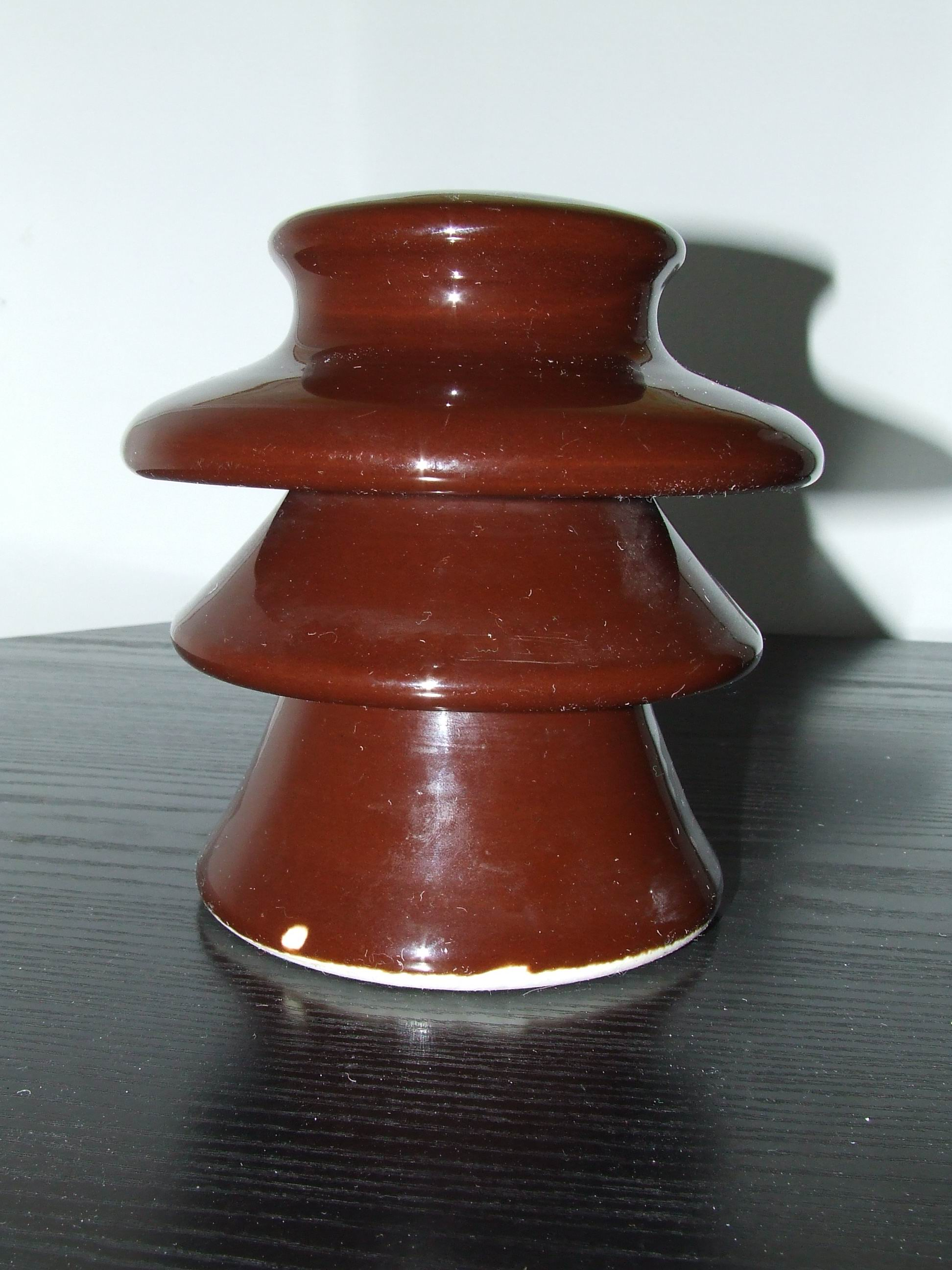
Юбка 10 kV ізолятора.

Юбка, острі́шок (рос. юбка; англ. spray arrester, guide, skirt; нім. Spülkasten m, Spritzkasten m) має декілька значень і понять:
У техніці — бокові стінки (або нижня частина їх) якогось циліндричного виробу.
У гірництві — пристрій, який запобігає від розбризкування рідини, наприклад, під час піднімання інструменту із свердловини. Наприклад: стінки навколо гирла свердловини при її підземному ремонті, які запобігають розбризкуванню промивної рідини.

## Окремі технічні рішення
Юбка упорна (рос. упорная юбка; англ. dagger skirt; нім. Stützespülkasten m) — у підводному нафто- та газовидобуванні і бурових роботах — сталева основа спеціальної конструкції, встановлена на нижньому боці кесона гравітаційної платформи або інших споруд, які спираються на дно моря, що запобігає переміщенню конструкції внаслідок розмивання осадів підводними течіями.